# 史蒂夫·沃纳
史蒂夫·沃纳（英語：Steve Warner，1978年5月24日—），美国男子赛艇运动员。他曾代表美国参加世界赛艇锦标赛，获得一枚金牌。他也曾参加2004年夏季奥林匹克运动会。